# Paramelisa lobata
Paramelisa lobata är en fjärilsart som beskrevs av Embrik Strand 1912. Paramelisa lobata ingår i släktet Paramelisa och familjen björnspinnare. Inga underarter finns listade i Catalogue of Life.